# Costa dos Mosquitos
A Costa dos Mosquitos ou Costa dos Misquitos, também conhecida como Mosquítia, é uma região histórica do Caribe, formada pela costa atlântica das atuais Nicarágua e Honduras. Seu nome é alusivo à tribo indígena local, os misquitos, e foi dominada por muito tempo pelo Reino da Grã-Bretanha. A Costa dos Mosquitos foi incorporada à Nicarágua em 1894. Em 1960, no entanto, sua parte setentrional foi cedida a Honduras, por decisão do  Tribunal Internacional de Justiça.
Historicamente, a região era território do Reino Misquito.